# Beauvallon (Rhône)
Beauvallon is een gemeente in het Franse departement Rhône in de regio Auvergne-Rhône-Alpes. De gemeente maakt deel uit van het arrondissement Lyon en telde op 1 januari 2022 4.198 inwoners.

## Geschiedenis
De commune nouvelle is op 1 januari 2018 ontstaan door de fusie van de gemeenten Chassagny, Saint-Andéol-le-Château en Saint-Jean-de-Touslas. Saint-Andéol-le-Château werd de hoofdplaats van de gemeente.

## Geografie
De oppervlakte van Beauvallon bedroeg op 1 januari 2022 24,85 vierkante kilometer; de bevolkingsdichtheid was toen 168,9 inwoners per km².
De onderstaande kaart toont de ligging van Beauvallon met de belangrijkste infrastructuur en aangrenzende gemeenten.